# Whitney Houston (musikalbum)
Whitney Houston släpptes den 14 februari 1985 och är debutalbumet av den amerikanska popsångerskan Whitney Houston.

## Låtlista
() = låtskrivare
1. "You Give Good Love" (La La) – 4:37
2. "Thinking About You" (Kashif, LaLa) – 5:26
3. "Someone for Me" (Raymond Jones, Freddie Washington) – 5:01
4. "Saving All My Love for You" (Gerry Goffin, Michael Masser) – 3:58
5. "Nobody Loves Me Like You Do" (James Patrick Dunne, Pamela Phillips-Oland) – 3:49
6. "How Will I Know" (George Merrill, Shannon Rubicam) – 4:36
7. "All at Once" (Masser, Jeffrey Osborne) – 4:29
8. "Take Good Care of My Heart" (Steve Dorff, Pete McCann) – 4:16
9. "Greatest Love of All" (Linda Creed, Masser) – 4:51
10. "Hold Me" (Creed, Masser) – 6:00